# 전단형 칩
전단형 칩(shear type chip)은 청동과 같은 연성재료의 저속절삭에서 나타나며, 칩은 연속되어 나오나 끊어지기 쉽다. 칩의 두께가 항상 변하므로 바이트 상에 걸리는 힘도 변동하여 진동이 발생되며, 유동형과 열단형의 중간적 상태이다.